# Nördliche Madagaskarboa
Die Nördliche Madagaskarboa (Acrantophis madagascariensis) ist eine im Norden Madagaskars beheimatete Würgeschlange. Sie wird der Unterfamilie der Boaschlangen zugeordnet und dort in die Gattung Acrantophis gestellt. Sie ist mit bis zu drei Metern die größte auf der Insel beheimatete Boa-Art.

## Beschreibung
Die Grundfärbung ist blass rotbraun, mit grau vermischt. Auf dem Rücken befinden sich schwarze oder dunkelbraune Rhomben die manchmal ein undeutliches Zickzackmuster bilden. Seitlich befinden sich ovale schwarze, weiß gerandete Flecken. Der Körper ist kräftig und gedrungenen. Der Kopf ist deutlich vom Körper abgesetzt. Die Pupillen sind senkrecht geschlitzt. Der Schwanz ist kurz, seitlich der Kloake befinden sich die Aftersporne. 
Sie kann eine Gesamtlänge von bis zu 300 cm erreichen, bleibt aber meist mit 250 cm bis 270 cm deutlich kleiner. Sie wird damit aber deutlich größer als ihre Schwesterart, die Südliche Madagaskarboa, auch ist sie kräftiger gebaut und etwas heller gefärbt als diese. Die Weibchen werden wie bei den meisten Schlangen etwas größer und schwerer als die Männchen.

## Verbreitung

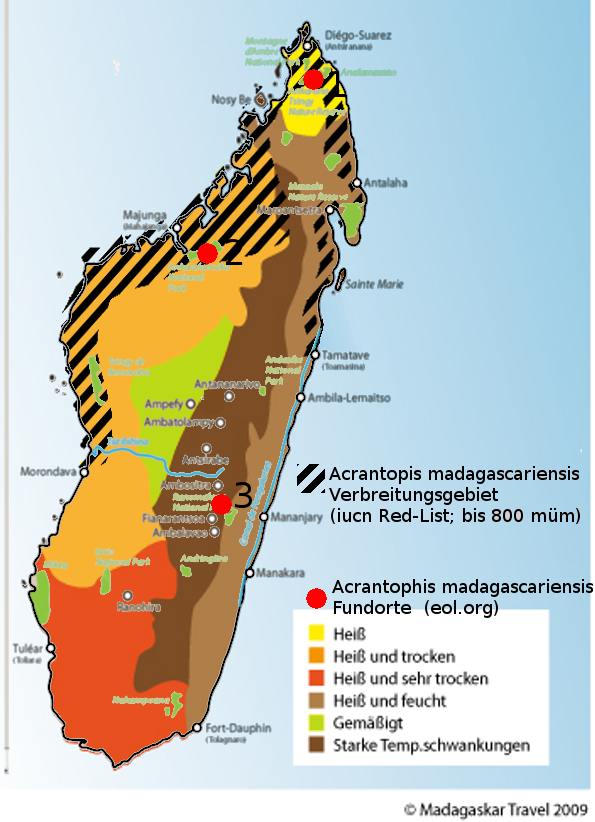
Acrantophis madagascariensis, Verbreitungsgebiet nach iucn Red-List, Fundorte nach eol.org und Klimaregionen Madagascar

Das Verbreitungsgebiet der Nördlichen Madagaskarboa erstreckt sich über das nördliche und mittlere Madagaskar. Sie bewohnt neben der Insel Madagaskar auch die nicht weit entfernt gelegenen Maskarenen, unter anderem auf der Insel Réunion wurden schon Vorkommen dieser Art verzeichnet. Der Lebensraum dieser Tiere sind die trockenen Gebiete im Norden und Zentrum Madagaskars, dort schwankt die Temperatur zwischen den Tages- und Jahreszeiten stark.

## Lebensweise
Die Nördliche Madagaskarboa ist eine dämmerungs- und nachtaktive Schlange. Am Tage versteckt sie sich meist unter dichtem Laub oder sie kriecht in Höhlen und wartet auf die Nacht. Zudem ist sie ein Lauerjäger, das heißt, dass die Tiere nicht aktiv auf die Jagd gehen, sondern gut getarnt nur ihren Kopf aus einem Versteck herausragen lassen. So warten sie geduldig, bis sich ein Beutetier in den Jagdbereich begibt. Dieses wird dann blitzschnell gepackt und im typischen Würgegriff erstickt. Die Jungtiere sind noch ausgesprochen gute Kletterer und dieses Können wird auch häufig genutzt. Diese Fähigkeit stellen die Schlangen aber mit zunehmendem Alter langsam ein. Dann klettern sie nur noch selten auf Bäume oder Sträucher. Sie verbringen im Alter überwiegend die gesamte Zeit ihres Lebens am Boden, wo sie sich dann meist im trockenen Laub verborgen halten.

## Systematik
Siehe auch Systematik der Schlangen
Die Nördliche Madagaskarboa (Acrantophis madagascariensis) wird in die Familie der Boas (Boidae) gestellt. Hier wird sie in die Unterfamilie der Sanziniinae eingeordnet. Sie bildet dort gemeinsam mit der Südlichen Madagaskarboa (Acrantophis dumerili) die Gattung der Madagaskarboas (Acrantophis).

## Schutzstatus
Da der natürliche Lebensraum der Tiere auf der Insel stark gestört ist und auch in immer größerem Umfang zerstört wird, stehen die Acranthopis-Arten unter besonderem Schutz. Beide Arten wurden in den Anhang I des Washingtoner Artenschutzübereinkommens (CITES) aufgenommen und genießen auch mit der Aufnahme in den Anhang-A der europäischen Artenschutzverordnung den höchsten Schutzstatus. 
Die Aufnahme in die oben genannten Listen bedeutet, dass die Nördliche Madagaskarboa in Deutschland nicht ohne Genehmigung der zuständigen Behörde gehalten werden darf. Bei einem Transport der Tiere muss auch die Genehmigung der zuständigen Landesbehörde vorhanden sein, zusätzlich besteht für Wildexemplare ein gesondertes Schaustellungs- und Vermarktungsverbot. Beim Im- oder Export der Acrantophis-Arten gelten besondere Bestimmungen. Es muss eine Genehmigung des Bundesamts für Naturschutz vorhanden sein, zusätzlich schreibt die Bundesartenschutzverordnung vor, dass Reptilienarten des Anhangs-A der europäischen Artenschutzverordnung zum Zwecke der Wiedererkennung des Tieres kennzeichnungspflichtig sind. In Deutschland und Österreich bestehen generelle Meldepflichten für diese Art.
Die IUCN stuft die Art als nicht gefährdet (least concern) ein.